# Love You More
Love You More é um curta-metragem do gênero drama produzido no Reino Unido, dirigido por Sam Taylor Wood e lançado em 2008.